# Abdel Halim Hafez
Abdel Halim Hafez (arabiska: عبد الحليم حافظ), även Abdelhalim Hafez, egentligen Abdel Halim Ali Shabana (arabiska: عبد الحليم علي شبانة), född den 21 juni 1929 i El-Halawat i ash-Sharqiyya i Egypten, död 30 mars 1977 i London i Storbritannien, var en egyptisk sångare, skådespelare, dirigent, affärsman, musiklärare och filmproducent.    
Hafez räknas som en av de största egyptiska musikerna i sin generation, tillsammans med namn som Umm Kulthum, Mohamed Abdel Wahab, Farid al-Atrash, Mohamed Fawzi och Shadia.  Under sin karriär fick han smeknamnet al-Andalib al-Asmar (arabiska: العندليب الأسمر, ”den mörkhyade näktergalen”).   . Han var mycket populär i Arabvärlden och har uppskattningsvis sålt över 80 miljoner skivor. 

## Uppväxt
Abdel Halim Ali Shabana föddes i byn El-Helwat i guvernementet ash-Sharqiyya, cirka 80 kilometer norr om Kairo. Han var det fjärde barnet till Ali Ismail Shabana och hade två bröder, Ismail och Mohamed, samt en syster, Alyah. Hans mor avled i barnsäng tre dagar efter hans födelse, vilket ledde till att människor i omgivningen såg honom som ett olycksbringande barn. Några månader senare dog även hans far, vilket lämnade barnen föräldralösa vid mycket ung ålder. Under flera år bodde Abdel Halim på ett barnhem. Därefter togs han om hand av sin faster och farbror i Kairo. Hans uppväxt präglades av extrem fattigdom.
Hans musikaliska talang visade sig redan under grundskolan, där hans äldre bror Ismail – själv musiklärare – blev hans första lärare. Vid 14 års ålder började han studera vid det Kairos arabiska musikinstitut, där han bland annat gjorde egna tolkningar av Mohammed Abdel Wahabs sånger. Han påbörjade även studier vid det högre institutet för teatermusik med oboe som huvudinstrument, men avbröt dessa innan examen. 

## Musikkarriär
I början av sitt yrkesliv arbetade Abdel Halim som musiklärare i städerna Tanta och El-Mahalla al-Kubra. Under denna tid sjöng han även på olika nattklubbar i Kairo. År 1953 blev han inkallad som ersättare i sista stund när sångaren Karem Mahmoud inte kunde genomföra en planerad livesändning i egyptisk radio. Abdel Halims framträdande hördes då av Hafez Abdel Wahab, som var ansvarig för musikutbudet vid Egyptens riksradio. Som tack för detta stöd tog Abdel Halim artistnamnet ”Hafez”, efter Abdel Wahabs förnamn.
I början möttes Abdel Halim av motstånd för sin moderna sångstil, som bröt mot etablerade traditioner. Med tiden blev han dock en av Egyptens mest älskade sångare, uppskattad av såväl unga som gamla.

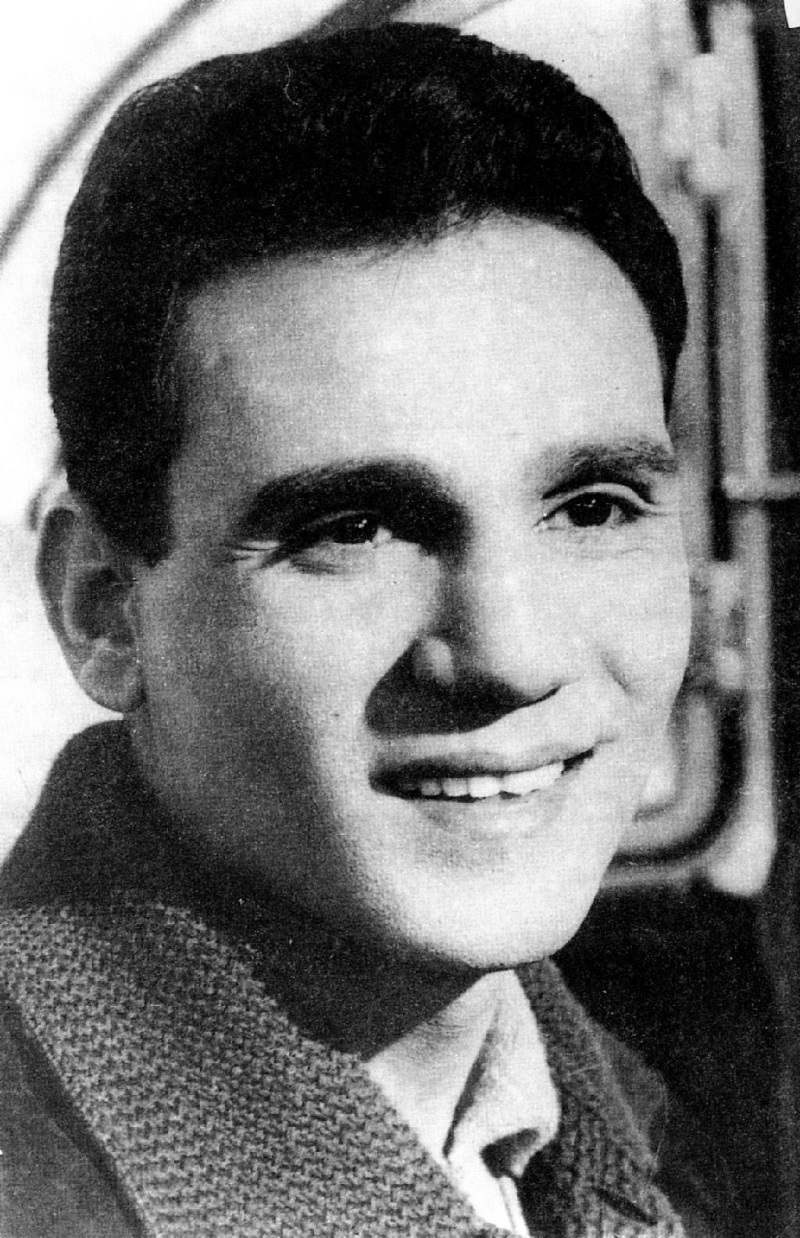
Abdel Halim Hafez i unga vuxna år

I samarbete med tonsättaren Mohammed Abdel Wahab skapade han en rad populära kärlekssånger, såsom ‘‘Ahwak’’ (”Jag älskar dig”), ‘‘Nebtedi Minen el Hekaya’’ (”Var ska vi börja berättelsen”) och ‘‘Fatet Ganbena’’ (”Hon gick förbi oss”). Hafez samarbetade även med den egyptiske poeten Mohamed Hamza i sånger som ‘‘Zay el Hawa’’ (”Det känns som kärlek”), ‘‘Sawah’’ (”Vandraren”), ‘‘Hawel Teftekerni’’ (”Försök minnas mig”), ‘‘Aye Damiet Hozn’’ (”Varje tår av sorg”) och ‘‘Maw’ood’’ (”Ödesbestämd”).
Abdel Halim uppträdde under hela sin karriär inför fullsatta arenor och konserthus och blev en av de mest folkkära artisterna i arabvärlden. Trots sin enorma popularitet gav han sällan ut studioalbum, då han främst verkade som livesångare. Han var dessutom en mångsidig musiker och behärskade instrument som oboe, trummor, piano, oud, klarinett och gitarr. Han turnerade i stort sett i hela arabvärlden och uppträdde även utanför den, bland annat i Europa. Förutom kärlekssånger sjöng han även patriotiska sånger tillägnade sitt hemland Egypten, men också till andra arabländer såsom Libanon, Syrien, Tunisien, Algeriet och Marocko i samband med deras frihetskamper och konflikter. Abdel Halim stöttade och uppmuntrade ofta unga artister och skådespelare i början av deras karriärer.   I början av 2000-talet förvärvades hela hans musikkatalog av Mazzika Group.

## Kändisskap
I Egypten har Abdel Halim kallats för många smeknamn, bland annat ”Musikens kung”, ”Nilens son”, ”Folkets röst”, ”Revolutionens son” och ”Kungen av känslor och sinnesstämningar”.   Hans patriotiska sånger var bland de mest frekvent sjungna av folkmassorna under den egyptiska revolutionen 2011. 

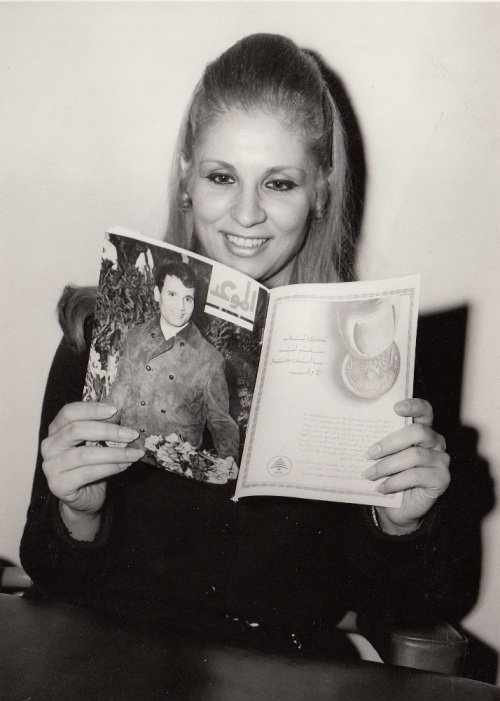
Sångerskan Sabah läser magasinet El Mawed med Abdel Halim Hafez på omslaget, år 1966

En av deltagarna i den egyptiska revolutionen 2011 uttryckte att ”näktergalens sånger inspirerade oss under 25:e januari-revolutionen” och tillade: ”Även om han dog för 35 år sedan kommer hans sånger utan tvekan att fortsätta inspirera hans landsmän i många generationer framöver.” Sedan hans död har hans album och CD-skivor sålt i fler exemplar än någon annan arabisk artists verk någonsin.

## Privatliv

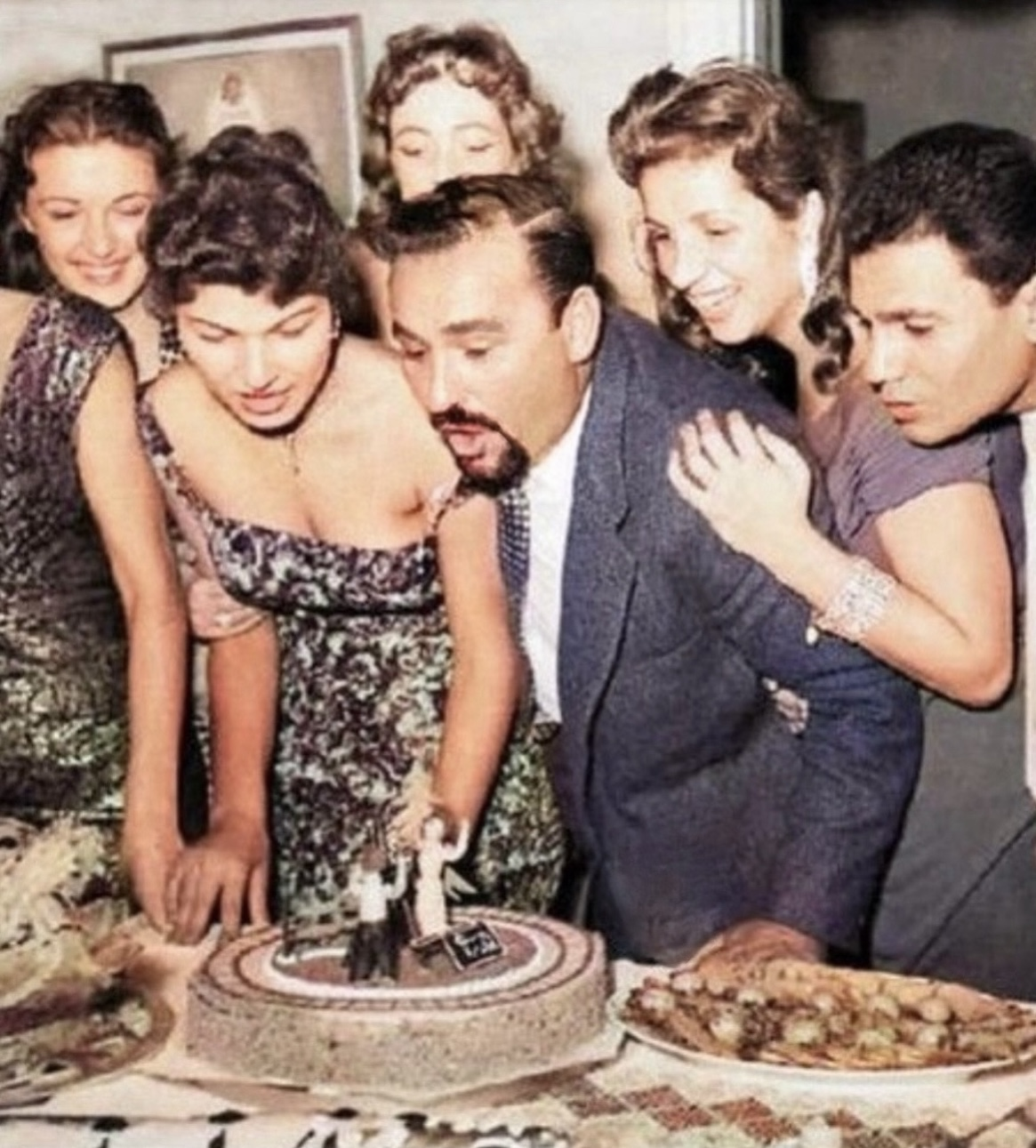
Hafez (först från höger) tillsammans med Sabah, Huda Sultan, Kawthar Shafik och Mariam Fakhr Eddine firar Ezz El-Dine Zulficars födelsedag 1959.

Vid 11 års ålder drabbades Abdel Halim av snäckfeber – en ovanlig  vattenburen parasitsjukdom. Han levde med sjukdomen under större delen av sin karriär.
Även om Abdel Halim aldrig gifte sig, ryktades det att han i hemlighet var gift med skådespelerskan Soad Hosni i sex år, något som aldrig funnit bevis för. Personer som stod båda sångarna nära förnekade detta rykte. 

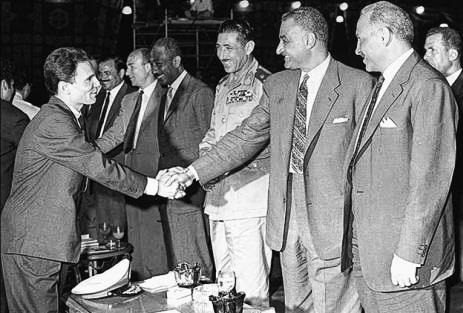
Hafez skakar hand med president Gamal Abdel Nasser, som han var vän med, 1958.

Abdel Halim hade nära vänskapsband med flera samtida statschefer och kungligheter i den östra arabvärlden, bland andra Egyptens president Gamal Abdel Nasser och kung Hassan II av Marocko. Han stod även nära många av Egyptens främsta poeter under sin tid.

## Sjukdom och död
Abdel Halim Hafez led av levercirros orsakad av den parasitsjukdom han smittades av i barndomen, schistosomiasis. Levercirrosen blev till slut orsaken till hans död år 1977. Han avled i leverkollaps d1977 som en komplikation av schistosomiasis (Schistosoma mansoni), medan han behandlades för sjukdomen på King’s College Hospital i London. Han blev 47 år gammal. Begravningen i Kairo samlade miljontals människor – fler än någon annan begravning i Mellanösterns historia, med undantag för president Gamal Abdel Nassers. Abdel Halim ligger begravd på Al Bassatin-kyrkogården i Kairo.

## Orderutmärkelse
- storkors av Republikens orden (Egypten)